# Temnophyllus speciosus
Temnophyllus speciosus är en insektsart som beskrevs av Brunner von Wattenwyl 1895. Temnophyllus speciosus ingår i släktet Temnophyllus och familjen vårtbitare. Inga underarter finns listade i Catalogue of Life.